# Osvaldo Conti
Osvaldo Conti (Capua, 11 maggio 1915 – Durazzo, 7 aprile 1939) è stato un militare e marinaio italiano, decorato di medaglia d'oro al valor militare alla memoria nel corso dell'Invasione italiana dell'Albania.

## Biografia
Nacque a Capua, provincia di Caserta, l'11 maggio 1915, figlio di Biagio e Anna Delli Bovi. Tra il 1928 e il 1930 frequentò la Regia Scuola di Avviamento al Lavoro presso l’abbazia di San Lorenzo di Aversa. All'età di diciassette anni si arruolò volontario nella Regia Marina come allievo cannoniere armaiolo, e dopo aver seguito un corso di tre anni, ricevette la nomina a comune di 1ª classe. Mobilitato per le esigenze della guerra d'Etiopia, nell'ottobre 1935 si imbarcò sull'incrociatore pesante Fiume venendo promosso sottocapo cannoniere nel 1936 e sergente nel 1938. Nell'aprile 1939 partecipò alle operazioni per l'occupazione dell'Albania. Il giorno 7 sbarcò sulla spiaggia di Durazzo al comando di un plotone mitraglieri della compagnia da sbarco del Fiume rimanendo ucciso nei combattimenti. Per onorarne il coraggio in questo frangente fu decretata la concessione della medaglia d'oro al valor militare alla memoria. La sezione di Capua dell'Unione Nazionale Sottufficiali Italiani porta il suo nome.

### Annotazioni
1. ↑  Tale scuola, ora Scuola Tecnica Industriale Professionale, porta il suo nome.

### Fonti
1. 1 2 3  Alberini, Prosperini 2016, p. 156.
2. 1 2  Combattenti Liberazione.
3. 1 2  Marina Difesa.
4. ↑  Hogg, Wiper 2004, p. 124.
5. ↑  Medaglie d'oro al valor militare sul sito della Presidenza della Repubblica
6. ↑  Registrato alla Corte dei conti il 30 maggio 1939, registro n.5 Marina, foglio n.479.